# Richard F. Schmidt, Pelzmodelle
Das in Berlin ansässige, 1914 gegründete Pelzkonfektionsunternehmen Richard F. Schmidt, Pelzmodelle stellte besonders exklusive Pelzerzeugnisse her. Viele Jahre lang blieb die Firma auf ihrem Gebiet einzig. Der Inhaber entwickelte zudem ein Verfahren zur Verbesserung morscher oder dünnledriger Felle, das ihm von der I. G. Farben abgekauft und dort unter dem Markennamen „Pelladur“ vertrieben wurde.
Richard F. Schmidt (* 1852; † 19. April 1934) stammte aus einer alten Kürschnerfamilie in Sorau/Niederlausitz, heute Żary in Polen. Für den Dezember 1915 findet sich ein Hinweis, in einer Annonce sucht dort Frau Richard Schmidt Wwe. einen möglichst militärfreien Kürschnergehilfen in selbständige, dauernde Stellung. In Sorau erlernte Richard F. Schmidt ein Handwerk und legte die Gesellen- und Meisterprüfung ab. Anschließend sammelte er Erfahrungen in den Pelzateliers von London und Paris, bevor er nach Deutschland zurückkehrte.

## Firmengeschichte
In Berlin gründete Richard F. Schmidt im Januar 1914 eine eigene Firma. Er führte sie auf eine ganz neue Art, „er wollte nicht Pelzgegenstände fabrikmäßig herstellen, sondern jedes Stück sollte eine besondere, feine Note zeigen“. Ausschließlich in der eigenen Werkstatt fertigte er keine Massenware, sondern „nur wirkliche Modelle, die einmalig waren“. Sein Aushängeschild war: Qualitätsarbeit und erlesener Geschmack, seine Telegrammadresse lautete „Pelzkunst Berlin“.
Mit dieser Kollektion reiste er selbst „und fand, wohin er kam Beifall und Anerkennung“. Er wurde damit schnell bekannt und man sprach von ihm mit Achtung. Nach dem Ersten Weltkrieg (1914–1918) entwickelte sich das Unternehmen schnell zu großem Umfang. Schmidt kaufte als Fachkenner selbst auf dem Londoner Pelzmarkt vorteilhaft ein. Ständig auf der Suche nach Neuheiten, fertigte er die ersten Ozelotmäntel. Er stellte „die schönsten Bibermäntel, Breitschwanz und Persianer her. Das edle Material regte ihn zu besonderen Schöpfungen an.“
Philipp Manes, Rauchwarenkommissionär und Chronist der Pelzbranche, beschrieb Schmidt als von vornehmer, zurückhaltender Art mit gepflegtem Äußeren und liebenswürdigem Wesen, mit dem er überall Freunde gewann. Sein Betrieb befand sich 1921 auf der Kronenstraße 61–63. Die positive Geschäftsentwicklung ermöglichte es ihm, das Haus Kronenstraße 2 zu kaufen, laut Adressbuch von 1928 jedoch die Hausnummern „4,5“, in dem er die 4. Etage zu vorbildlichen Werkstätten umbaute.
Seine Neigung zum fachlichen Basteln ließ ihn ein Verfahren entdecken, mit dem man morsche Felle reparieren und auch dünnledrige Felle haltbarer und damit eventuell überhaupt erst gebrauchsfähig machen konnte. Er verkaufte seine Erfindung an die I. G. Farben. Auf seinen Vorschlag hin, „der sehr anständig honoriert wurde“, nannte man das Produkt „Pelladur“. Über den Berliner Generalvertrieb Behag A.G wurde es 1931 als „Das Pelladur Verfahren! Eine Sensation für den Kürschner“ angepriesen.
Über lange Jahre hinweg blieb er mit seinem speziellen Angebot allein. Wie es hieß, half ihm seine Tatkraft in schwierigster Zeit sein Unternehmen zu halten. Letztlich geriet er jedoch in finanzielle Schwierigkeiten, das Haus belastete ihn wohl auch mehr als vorhergesehen, schwere Verluste zehrten an der Substanz. Zusammen mit 37 Firmen der Branche aus Berlin und Leipzig meldete er im Krisenjahr 1930 Insolvenz an. Sein Renommee kam ihm jedoch zugute, seine Gläubiger halfen ihm bereitwilligst.
Allerdings konnte er sich nicht lange dem Wiederaufbau des Unternehmens widmen. Er erkrankte schwer, eine Operation verlief zwar gut, aber am 19. April 1934 starb er an einer Herzschwäche. Philipp Manes schrieb: „Seit dem Tode des sehr begabten Richard Schmidt gab es keine Firma, die sein Genre pflegte. […] Dafür traten die Modellfirmen, wie Adolf Doll & Söhne, Herpich, Salbach, Bisegger mehr in den Vordergrund und brachten die Qualitätsarbeit wieder voll zur Geltung.“ An anderer Stelle befand Manes: „Seine Erbschaft hat die Firma Adolf Doll & Söhne übernommen, die seit 1935 den Genre pflegt, den Richard F. Schmidt begründete.“